# Ucieczka na Górę Czarownic
Ucieczka na Górę Czarownic (tyt. oryg. Escape to Witch Mountain) – powieść fantastyczna Alexandra Keya. 

## Treść
Opowiada o dwojgu osieroconych dzieciach - Tii i Tonym Malone, które po śmierci przybranych rodziców trafiają do placówki opiekuńczej. Dzieci posiadają paranormalne zdolności, mają przebłyski wspomnień z przeszłości, ale nie potrafią ich do końca odczytać ani zinterpretować. Pewnego dnia odkrywają w pudełku-torebce Tii tajemniczą mapę. Gdy zjawia się tajemniczy milioner, podający się za ich krewnego, domyślają się, że chce posiąść ich zdolności. Postanawiają więc uciec. Korzystając z odkrytej mapy podążają w kierunku Góry Czarownic. Za nimi rusza pościg.

## Ekranizacje
Powieść została trzykrotnie sfilmowana przez Wytwórnię Walta Disneya:
- Ucieczka na Górę Czarownic (film 1975)
- Ucieczka na Górę Czarownic (film 1995)
- Góra Czarownic (film 2009)

W roku 1978 powstał sequel oryginalnego filmu, zatytułowany Powrót z Góry Czarownic, a w 1982 kolejny, Beyond Witch Mountain. 
W 2002, Ike Eisenmann zrealizował kilkunastominutowy film, w którym powrócili z Kim Richards na chwilę do ról Tonego i Tii.